# Hurum
Hurum war eine Kommune, die in der Provinz (Fylke) Buskerud in Norwegen lag. Hurum wurde zum 1. Januar 2020 in die Kommune Asker eingegliedert. Asker gehörte von 2020 bis 2023 dem Fylke Viken an und ist seit 2024 Teil des Fylkes Akershus, so dass das frühere Hurum nun im Fylke Akershus liegt. Hurum hatte im Januar 2019 9521 Einwohner und erstreckte sich über eine Fläche von 163 km². Verwaltungssitz war Klokkarstua. Hurum grenzte im Norden an die ebenfalls nach Asker eingegliederte Kommune Røyken, ansonsten war Hurum vom Oslofjord und Drammensfjord umschlossen.

## Geographie

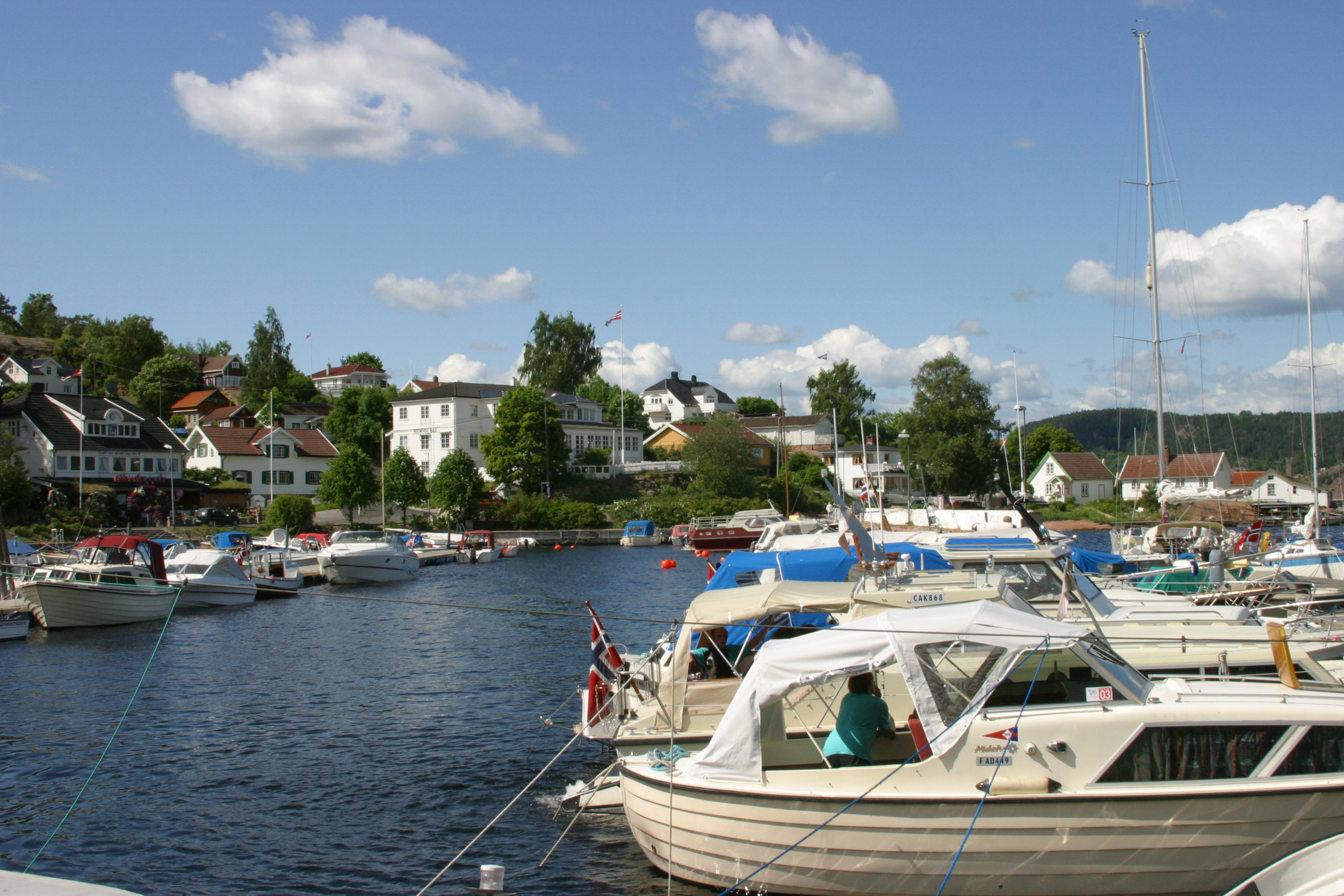
Hafen von Holmsbu

Die Kommune bildete den südlichen Teil der gleichnamigen Halbinsel. Die meisten Einwohner leben in den Ortschaften Sætre, Tofte, Holmsbu und Klokkarstua. In der Kommune liegen auch die Orte Filtvet, Kana, Rødtangen und Ersvika.

## Ortschaften

### Sætre
In Sætre leben 3184 Einwohner (Stand: 1. Januar 2007). Hier stehen Industrieanlagen zur Herstellung von Sprengstoff. Sehenswert ist das Betriebsmuseum der Nitroglycerin Companiet.

### Tofte
In Tofte leben 3083 Einwohner (Stand: 1. Januar 2007). Tofte ist bekannt für ihre Zellulosefabrik (Södra Cell Tofte). Die Hurum Jugendschule und Södra Cell Tofte erhielten am 4. Oktober 2006 den Preis für die beste Zusammenarbeit von Schule und Betrieb in Europa.
Weiter ist Tofte berühmt für seinen Wein, den Golden Power. Dieser Schaumwein besteht aus 70 % Rhabarber, 20 % Apfel- und 10 % Traubensaft und wird seit 1886 im Weingarten von Filtvet (kleiner Ort bei Tofte) produziert. Aus Tofte sendet das Lokalradio Radio Hurum auf FM 104,3 MHz.
In Tofte ist am 24. November 2009 das weltweit erste Osmosekraftwerk in Betrieb gegangen.

### Holmsbu
In Holmsbu leben 340 Einwohner (Stand: 1. Januar 2007). Der Ort besitzt seit 1847 Stadtrecht. In Holmsbu lebten viele Künstler, deren Werke in der Hurum Bildergalerie ausgestellt sind. Besonders viele Werke stammen von Henrik Ingvar Sørensen (* 12. Februar 1882, † 24. Februar 1962 in Oslo), einem der führenden norwegischen Maler seiner Zeit. Die Holmsbu Kirke ist eine 1887 erbaute Langkirche.

### Klokkarstua
In Klokkarstua, dem ehemaligen Verwaltungssitz der Kommune, leben 593 Einwohner (Stand: 1. Januar 2007).

## Wappen
Das Wappen zeigte in Silber zwei blaue schräge Wellenbalken.

## Persönlichkeiten
- Bjørn Lyng (1925–2006), Erfinder und Unternehmer
- Reiulf Steen (1933–2014), Politiker
- Morten Harket (* 1959), Musiker